# Duque de Brabante

Escudo de Armas dos Duques de Brabante

O Ducado de Brabante havia sido previamente promovido de condado em 1183/1184. O título "Duque de Brabante" foi criado pelo imperador alemão Frederico Barbarossa em favor de Henrique I, filho de Godofredo III de Lovaina (que era duque da Baixa-Lotaríngia nesse período).
O Ducado de Brabante foi uma promoção feudal do já existente título de Condado de Brabante. Esta era um localidade do império que havia sido designada a Henrique III de Lovaina por volta de 1085/1086, mais precisamente após a morte do precedente Conde de Brabante, o Conde Paladino Hermano II da Lotaríngia ( † 20 de setembro de 1085). Embora o condado correspondente fosse muito pequeno (limitado ao território da parte baixa da cidade de Bruxelas e 25 km a oeste, entre os rios Sena e Dender), seu nome foi dado a todo o território sob o poder dos duques do século XIII em diante. Em 1190, após a morte de Godofredo III, Henrique I tornou-se também Duque da Lotaríngia. Anteriormente conhecido como Baixa-Lotaríngia, o título praticamente já não possuía autoridade territorial, mas foi exibido pelos posteriores Duques de Brabante como título honorário.
Em 1288, os Duques de Brabante também se tornaram Duque de Limburgo.  O título passou aos  Duques da Borgonha em 1430. Seguiu com a Borgonha até a Revolução Francesa, embora a parte norte do território de Brabante tenha sido governado pela Holanda durante os séculos XVII e XVIII.

## Os ancestrais dos Duques de Brabante

### Condes deLovainae deBruxelas
988-1015 : Lamberto I, (950 † 1015), filho de Ranier III de Hainaut, conde de Lovaina em 988, tendo-se tornado conde de Bruxelas por dote de casamento em 994,
casado em 994 com Gerbérgia, filha de Carlos, duque da Baixa Lotaríngia.
1015-1038 : Henrique I de Lovaina, († 1038), filho do anterior.
1038-1040 : Otão de Lovaina, morto antes de 3 de junho de 1041, filho do anterior.
1040-1054 : Lamberto II de Lovaina († 1054), tio do anterior e filho de Lamberto I,
casado com Oda de Verdun (995 † depois de 1047), filha de Gotelo I, duque da Baixa Lotaríngia e da Alta Lotaríngia.
1054-1079 : Henrique II de Lovaina (1020 † 1079), filho do anterior,
casado com Adélia, de origem desconhecida.
1079-1095 : Henrique III de Lovaina († 1095), filho do anterior e conde de Brabante em 1085,
casado com Gertrudes de Flandres (1080 † 1117), filha de Roberto I, conde de Flandres e de Gertrudes de Saxe.

### Condes de Brabante, condes de Lovaina e Bruxelas
1095-1139 : Godofredo I de Brabante "o Barbudo", irmão do anterior, conde de Brabante, conde de Lovaina e de Bruxelas e duque da Baixa-Lotaríngia de 1106 a 1125,
casado
1. em 1099 com Ida de Chiny (1078 † 1117), filha de Othon II, conde de Chiny e de Adelaide de Namur;
2. por volta de 1120 com Clemência de Borgonha († 1133), filha de Guilherme I, conde de Borgonha e de Etiennette.

Condes de Lovaina

1139-1142 : Godofredo II de Lovaina (1107 † 1142), filho do anterior, duque da Baixa-Lotaríngia de 1140 a 1142,
casado por volta de 1139 com Lutgarda de Soulzbach (1109 † 1163), filha de Berengar II, conde de Soulzbach e senhor de Bamberg, e de Adelaide de Lechsgemünd.
1143-1190 : Godofredo III de Lovaina (1140 † 1190), filho do anterior, duque da Baixa-Lotaríngia de 1142 a 1190,
casado
1. em 1155 com Margarida de Limburgo (1135 † 1172), filha de Henrique II, conde de Limburgo, e de Matilde de Saffenberg;
2. em 1180 com Imagina de Looz († 1214), filha de Luís I, conde de Looz e de Agnès de Metz.

## Duques de Brabante e de Lorena

Duques de Brabante

1183-1235 : Henrique I (1165 † 1235), filho do anterior, conde de Bruxelas em 1179, duque de Brabante em 1183, conde de Lovaina e duque da Baixa-Lotaríngia (ou Lorena) em 1190.
casado
1. em 1179 com Matilde de Bolonha (1170 † 1210), filha de Mateus da Alsácia e de Maria de Blois, conde e condessa de Bolonha;
2. em 1213 com Maria da França (1198 † 1224), filha de Felipe II Augusto, rei da França, e de Agnès de Merânia.

1235-1248 : Henrique II (1207 † 1248), filho do anterior,
casado
1. antes de 1215 com Maria de Hohenstaufen (1201 † 1235), filha de Felipe de Suábia, rei dos Romanos e de Irene Ange,
2. por volta de 1240 com Sofia de Turíngia (1224 † 1275), filha de Luís IV de Turíngia e de Isabel de Hungria.

1248-1261 : Henrique III († 1261), filho do anterior,
casado em 1251 com Adelaide de Borgonha (1233 † 1273), filha de Hugo IV, duque de Borgonha, e de Iolanda de Dreux.
1261-1267 : Henrique IV (1251 † depois de 1272), filho do anterior.

## Duques de Brabante, de Lorena e de Limburgo

Duques de Brabante e de Limburgo

1268-1294 : João I o Vitorioso (1253 † 1294), segundo filho de Henrique III.
casado
1. em 1271 com Margarida da França (1255 † 1272), filha de São Luís, rei da França e de Margarida de Provença;
2. em 1273 com Margarida de Flandres (1251 † 1285), filha de Guy de Dampierre, conde de Flandres e de Matilde de Béthune.

En 1288, faz a conquista do ducado de Limburgo.
1294-1312 : João II o Pacífico (1275 † 1312), filho do anterior,
casado em 1290 com Margarida da Inglaterra (1275 † 1333), filha de Eduardo I, rei da Inglaterra e de Eleonora de Castilha.
1312-1355 : João III o Triunfante (1300 † 1355), filho do anterior
casado em 1311 com Maria d'Evreux († 1335), filha de Luís da França, conde d'Évreux e de Margarida de Artois.
1355-1406 : Joana de Brabante, filha do anterior.
casada :
1. em 1334 com Guilherme II de Avesnes (1307 † 1345), conde de Hainaut e da Holanda
2. em 1352 com Venceslau I de Luxemburgo (1337 † 1383).

Após a morte de Venceslau, Joana designa como sua herdeira sua sobrinha Margarida de Flandres (1350 † 1405), condessa de Flandres e o marido da mesma, Felipe o Audacioso (1342 † 1404), duque de Borgonha. Abriram mão de seus direitos, em 1404, a seu segundo filho, Antônio, conde de Rethel.

## Casa de Borgonha
1406-1415 : Antônio (1384 † 1415),
casado

Duques de Brabante da Casa de Borgonha

1. em 1402 com Joana de Luxemburgo († 1407), filha de Valério III de Luxemburgo, conde de Santo-Pol e de Ligne, e de Maud Holanda,
2. em 1409 com Elisabeth de Goerlitz (1390 † 1451) duquesa consorte de Luxemburgo

1415-1427 : João IV (1403 † 1427), filho do anterior,
casado em 1418 com  jaqueline (1401 † 1436), condessa de Hainaut e da Holanda.
1427-1430 : Filipe de Saint-Pol (1404 † 1430), irmão do anterior.
1430-1467 : Filipe, o Bom, duque de Borgonha, filho de João sem Medo, duque da Borgonha, este, por sua vez, filho de Filipe II da Borgonha e de Margarida de Flandres.
1467-1477 : Carlos, o Temerário, duque de Borgonha, filho do anterior.
1477-1482 : Maria de Borgonha, filha da anterior.
1482-1494 : regência de Maximiliano de Habsburgo, esposo da anterior.
1494-1506 : Filipe de Habsburgo, o Belo, filho dos dois anteriores.
1506-1549 : Carlos V de Habsburgo, filho do anterior.
O Brabante é então incorporado aos Países Baixos espanhóis e em 1714 aos Países Baixos austríacos.

## Título honorário da Casa Imperial Saxe-Coburgo e Gota
A partir da proclamação do reino da Bélgica o título de Duque de Brabante é entregue ao príncipe herdeiro quando ele é filho do rei:
| Nome                                                             | Imagem                               | Nascimento                                                               | Casamento e descendência                                  | Morte                                                |
| ---------------------------------------------------------------- | ------------------------------------ | ------------------------------------------------------------------------ | --------------------------------------------------------- | ---------------------------------------------------- |
| Leopoldo 16 de dezembro de 1840 — 17 de dezembro de 1865         | Leopoldo, Duque de Brabante          | 9 de abril de 1835 — (filho de Leopoldo I)                               | Maria Henriqueta da Áustria 22 de agosto de 1853 4 filhos | 17 de dezembro de 1909 (74 anos, 8 meses e 8 dias)   |
| Leopoldo Fernando 17 de dezembro de 1865 — 22 de janeiro de 1869 | Leopoldo Fernando, Duque de Brabante | 12 de junho de 1859 — (filho de Leopoldo II)                             | — Não se casou.                                           | 22 de janeiro de 1869 (9 anos, 7 meses e 10 dias)    |
| Leopoldo 23 de dezembro de 1909 — 23 de fevereiro de 1934        | Leopoldo, Duque de Brabante          | 3 de novembro de 1901 — (filho de Alberto I)                             | Astrid da Suécia 4 de novembro de 1926 3 filhos           | 25 de setembro de 1983 (81 anos, 10 meses e 22 dias) |
| Balduíno 23 de fevereiro de 1934 — 17 de julho de 1951           | Balduíno, Duque de Brabante          | 7 de setembro de 1930 — (filho de Leopoldo III)                          | — Não se casou.                                           | 31 de julho de 1993 (62 anos, 10 meses e 24 dias)    |
| Filipe Leopoldo 9 de agosto de 1993 — 21 de julho de 2013        | Filipe Leopoldo, Duque de Brabante   | 15 de abril de 1960 — (filho de Alberto II) (65 anos e 1 dia)            | Matilde d'Udekem d'Acoz 4 de dezembro de 1999 4 filhos    |                                                      |
| Isabel 21 de julho de 2013 — Incumbente                          | Isabel, Duquesa de Brabante          | 25 de outubro de 2001 — (filha de Filipe I) (23 anos, 5 meses e 22 dias) | — Não se casou.                                           |                                                      |